# 三只小猪 (游戏)
《三只小猪》是一款由Stern电子公司制作，由科乐美公司授权的经典街机游戏，1982年推出。游戏后移植至多个平台，如雅达利2600、FC游戏机等。
在这款固定射击游戏玩家控制着一个猪妈妈，她要保护着她的孩子们。猪妈妈必须将气球射穿，否则狼群将会爬上梯子，将小猪们叼走。